# Центилоквиум (Псевдо-Птолемей)
Центилоквиум Псевдо-Птолемея (араб. Kitāb al-Thamara‎, др.-греч. Καρπóς, лат. Centiloquium, «сто изречений», также лат. Liber fructus — «книга плодов») — коллекция из ста астрологических изречений, авторство которых долгое время приписывалось Клавдию Птолемею. В настоящее время учёные определяют автора как Псевдо-Птолемея.

## Описание
Подлинное происхождение Центилоквиума неизвестно. Имеющиеся его рукописи, написанные на византийском греческом, фарси, иврите, латыни, сирийском, предположительно восходят к тексту на арабском. Однако тот, в свою очередь, может быть частично основан на древнегреческом или пехлевийском тексте.
Исследователь Р. Лемей выдвигал теорию, что автором арабского текста является комментатор Центилоквиума Абу Джафар Ахмад ибн Юсуф (X в.), который выдал свой трактат за якобы работу Птолемея. Однако другие исследователи неоднократно опровергали эту теорию.
В Средневековой Европе латинские манускрипты Центилоквиума (в различных переводах с арабского) были очень распространены. Исследователь Дэвид Жюст (David Juste) поместил Центилоквиум на второе место в составленном им «Топ-50 самых популярных астрологических текстов на латыни» (первое место занял Liber introductorius Алькабития).

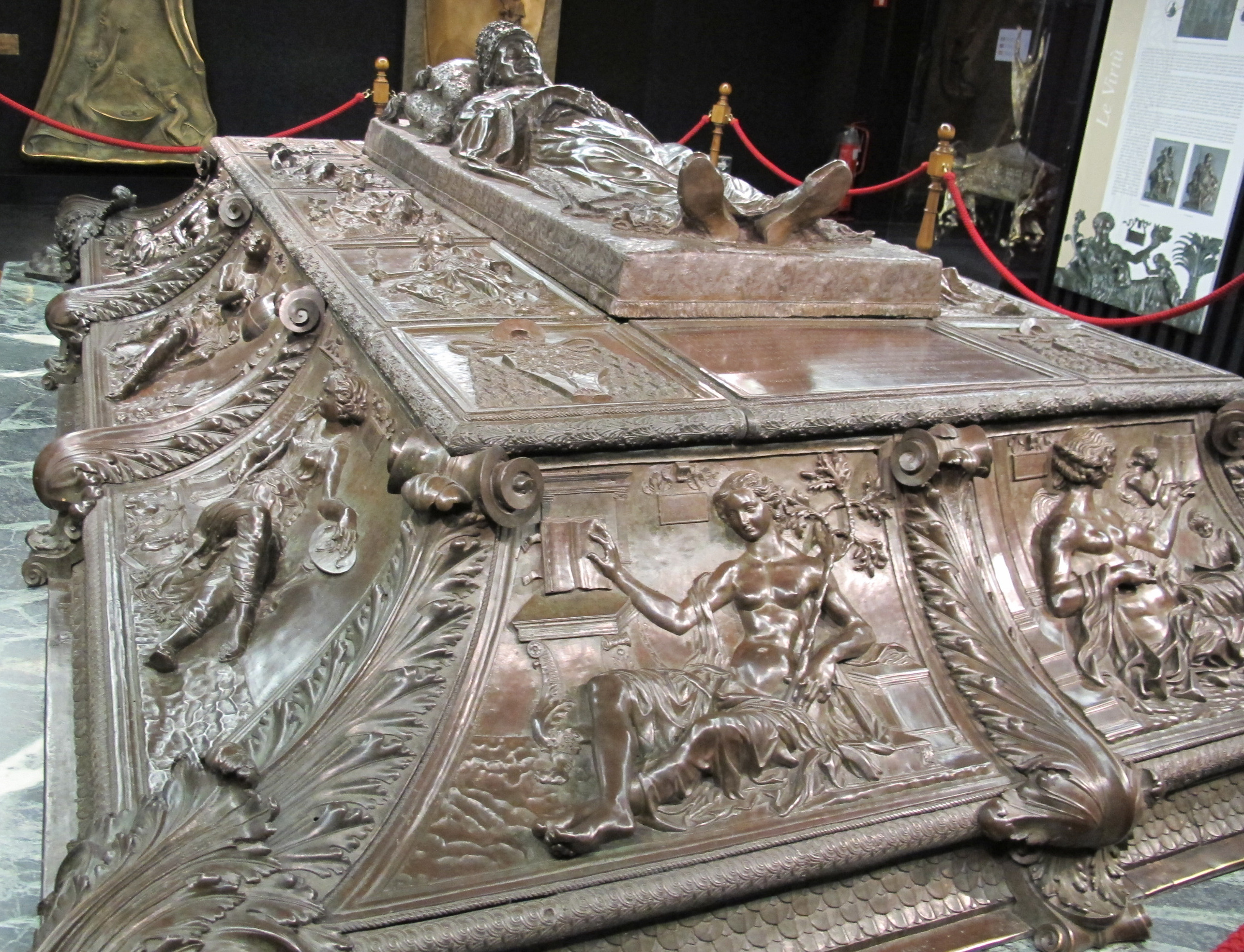
Гробница Сикста IV

На гробнице папы римского Сикста IV (1414—1484), изготовленной Антонио дель Поллайоло, изображены десять персонифицированных образов свободных искусств. На разворотах двух книг, раскрытых перед персонификацией астрологии, написаны четыре афоризма (3, 4, 33 и 8) из Центилоквиума, автором которого в те времена считался Клавдий Птолемей. Текст восьмого афоризма звучит следующим образом:

Разумный человек помогает продвигать небесные дела подобно тому, как благоразумный муж помогает природе, вспахивая и подготавливая почву.
Оригинальный текст (лат.)Animus sapiens coelesti potestati cooperatur sicut optimus quoque agricola mundando arandoque naturae ipsius agri cooperatur.

К афоризмам Центилоквиума оставляли свои комментарии Джованни Понтано (Неаполь, 1512) и Лука Гаурико (Венеция, 1542), опираясь на перевод с арабского, выполненный Георгием Трапезундским (1395—1472). Вместе с публикацией новых переводов «Тетрабиблоса» Птолемея откомментированный Центилоквиум стал частью реформистского течения в астрологии XVI века, когда астрологи стремились «заново открыть подлинную природу астрологии Птолемея, считавшейся высшим выражением искусства в античности», и «очистить астрологию от арабских суеверий… и магических искушений».

## Издания и переводы
На латинском языке
- Georgius Trapezuntius In Claudii Ptolemaei centum Aphorismos Commentarius. — Joan. Gymnicus, 1544.

На английском языке
- Coley, Henry Chap. 20. Ptolomy's Centiloquium Englished // Clavis Astrologiae Elimata. Key to the Whole Art of Astrology. — London, 1676. — p. 315-329.
- Liber Fructus or Centiloquium: The 100 Aphorisms attributed to Ptolemy (trans. by JM Ashmand and John Partridge) // Renaissance Astrology.

На русском языке
- Центилоквиум (Псевдо-)Птолемея // Сущность астрологии в 300 афоризмах: Центилоквиумы Птолемея, Гермеса и Бетема. — ЛитРес, 2021.